# Había una vez una vieja
Había una vez una vieja (título original en inglés There Was an Old Woman) es un relato fantástico del escritor estadounidense Ray Bradbury. Fue publicado originalmente en la revista Weird Tales de julio de 1944.

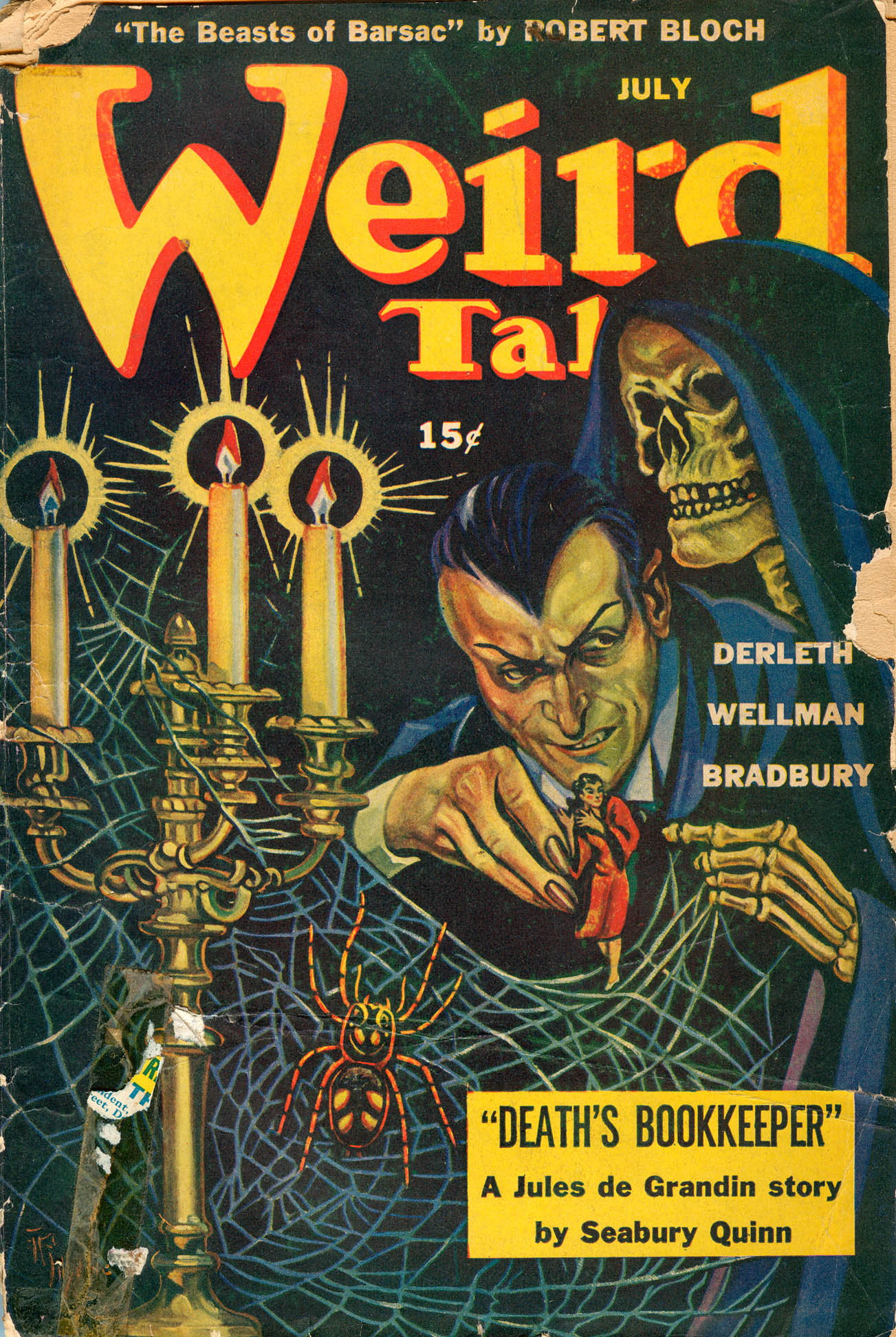
Portada de Weird Tales de julio de 1944

There Was an Old Woman forma parte de la compilación de cuentos publicados en Dark Carnival (1947), el primer libro de Ray Bradbury.
Posteriormente apareció en las antologías The October Country  (El país de octubre, 1955) y The Stories of Ray Bradbury (1980).

## Argumento
Tía Tildy recibe la visita de la muerte, encarnada en un joven alto acompañado de otros cuatro caballeros portadores de una cesta de mimbre. Tía Tildy les informa de que han venido en vano, pues ella no piensa acompañarles y menos meterse en esa cesta. Su filosofía siempre fue que la muerte es tonta.

## Adaptaciones
En febrero de 1953, apareció una adaptación al cómic de There Was an Old Woman a cargo de Albert Feldstein y dibujos de Graham Ingels en el número 34 de Tales from the Crypt de la editorial EC Comics.
El propio Bradbury adaptó el cuento para la serie de televisión canadiense The Ray Bradbury Theater. El episodio There Was an Old Woman, emitido el 21 de mayo de 1988, fue dirigido por Bruce McDonald e interpretado por Mary Morris, Ronald Lacey y Roy Kinnear.